# Liste der Familienminister von Nordrhein-Westfalen
Liste der Familienminister von Nordrhein-Westfalen seit 1998.
| Name                                                                         | Amtsantritt                                         | Kabinett                                            | Partei                                              |
| Minister für Frauen, Jugend, Familie und Gesundheit                          | Minister für Frauen, Jugend, Familie und Gesundheit | Minister für Frauen, Jugend, Familie und Gesundheit | Minister für Frauen, Jugend, Familie und Gesundheit |
| ---------------------------------------------------------------------------- | --------------------------------------------------- | --------------------------------------------------- | --------------------------------------------------- |
| Birgit Fischer                                                               | 9. Juni 1998 27. Juni 2000                          | Clement I Clement II                                | SPD                                                 |
| Minister für Gesundheit, Soziales, Frauen und Familie                        |                                                     |                                                     |                                                     |
| Birgit Fischer                                                               | 12. November 2002                                   | Steinbrück                                          | SPD                                                 |
| Minister für Generationen, Familie, Frauen und Integration                   |                                                     |                                                     |                                                     |
| Armin Laschet                                                                | 24. Juni 2005                                       | Rüttgers                                            | CDU                                                 |
| Minister für Familie, Kinder, Jugend, Kultur und Sport                       |                                                     |                                                     |                                                     |
| Ute Schäfer                                                                  | 15. Juli 2010 21. Juni 2012                         | Kraft I Kraft II                                    | SPD                                                 |
| Christina Kampmann                                                           | 1. Oktober 2015                                     | Kraft II                                            | SPD                                                 |
| Minister für Kinder, Familie, Flüchtlinge und Integration                    |                                                     |                                                     |                                                     |
| Joachim Stamp                                                                | 30. Juni 2017 28. Oktober 2021                      | Laschet Wüst I                                      | FDP                                                 |
| Minister für Kinder, Jugend, Familie, Gleichstellung, Flucht und Integration |                                                     |                                                     |                                                     |
| Josefine Paul                                                                | 29. Juni 2022                                       | Wüst II                                             | Grüne                                               |